# Gannat
Gannat – miejscowość i gmina we Francji, w regionie Owernia-Rodan-Alpy, w departamencie Allier.

## Demografia
Według danych na rok 1990 gminę zamieszkiwało 5919 osób, a gęstość zaludnienia wynosiła 161 osób/km². W styczniu 2015 r. Gannat zamieszkiwało 6028 osób, przy gęstości zaludnienia wynoszącej 163,6 osób/km².

## Kultura
Corocznie, począwszy od roku 1974, odbywają się tam festiwale folklorystyczne.